# Autoantígeno
Los autoantígenos, también llamados proteínas del MHC (complejo mayor de histocompatibilidad), son un conjunto de proteínas de la membrana celular, específicas de cada individuo. Suponen un "carné de identidad molecular", que hace posible que las células de nuestro sistema inmunitario reconozcan a nuestras células como propias y no las ataquen. En nuestra especie, los autoantígenos están sintetizados a partir de un conjunto de genes situados en el cromosoma 6, que se denomina MHC (complejo mayor de histocompatibilidad). Sólo cuando el autoantígeno sea anómalo (es el caso de muchas células tumorales), o vaya asociado con un antígeno extraño, la célula portadora será atacada por las células del sistema inmunitario.
- Datos: Q4072475